# Copa Libertadores
A CONMEBOL Libertadores (ismert még Copa Libertadores de América-ként is) (portugálul: Copa Libertadores da América) egy labdarúgókupa, amit évenként játszanak a legjobb dél-amerikai klubok részvételével. Az utóbbi években Mexikó legjobb csapatai is részt vesznek rajta. A tornát a CONMEBOL szervezi. A jelenlegi bajnok a brazil Fluminense csapata.
A torna elnevezése a Libertadores szóból származik (portugálul és spanyolul felszabadítók), akik a legfőbb vezetői voltak a Latin-amerikai függetlenségi háborúknak: Simón Bolívar, Pedro I, José de San Martín, Antonio José de Sucre, Bernardo O'Higgins, José Miguel Carrera és José Gervasio Artigas. A csapatok a bajnoki címért versengenek, amit Hispano-Amerikában Sueño Libertadornak, Brazíliában pedig Projeto Tóquionak hívnak.
1998-tól 2007-ig a Copa Libertadorest a Toyota szponzorálta, ami miatt a rendezvény neve ebben az időszakban Copa Toyota Libertadores volt.
2012 óta a Bridgestone gumigyártó cég támogatja, ezért a jelenlegi hivatalos névbe belefoglalták a vállalat nevét is. A spanyol Banco Santander 2007. szeptember 27-én, aláírt egy szerződést a Confederación Sudamericana de Fútbollal, így a rendezvény főszponzora lett.

## Selejtezők
A kezdetekben csak a Dél-amerikai jelentős szövetségek nemzeti bajnokai (név szerint Argentína, Bolívia, Brazília, Chile, Kolumbia, Ecuador, Paraguay, Peru és Uruguay) játszhatott a Libertadores-kupában, de az 1970-es években mindegyik ország bajnokságának második helyezett csapata is részt vehetett, valamint Venezuela csapatai is. A résztvevők száma később 24-re, 28-ra, 32-re, majd 38-ra emelkedett.
A csapatok azzal kvalifikálhatják magukat a Libertadores-kupába, ha megnyerik a nemzeti bajnokságukat vagy az első néhány helyezett csapat valamelyikeként végeznek a bajnokságban. Brazília, Uruguay és Mexikó az egyetlen ország, ahol megrendeznek egy másik tornát is, amely feljogosít a Libertadores indulásra (Brazíliában Copa do Brasil 1989 óta; Uruguayban Liguilla 1974 óta; Mexikóban az InterLiga 2004 óta).
A kupa előselejtezővel kezdődik a legtöbb csapat számára, jelenleg 12 párosítást rendeznek oda-visszavágós rendszerben. A hat továbbjutó csatlakozik a többi csapathoz az első fordulóban, ahol négyfős csoportokra osztják szét őket. A csoportmérkőzések során bajnoki rendszerben játszanak, ahol mindegyik csapat megmérkőzik a többivel otthon és idegenben egyaránt. Minden csoportból a két legjobb csapat továbbjut a második körbe, ahol oda-visszavágós rendszert alkalmaznak. Ezt a lebonyolítási formát alkalmazzák a negyeddöntőben, az elődöntőben és a döntőben. 1960 és 1987 között az címvédő nem lépett be a küzdelmekbe az elődöntő szakaszáig (2 csoportkör volt mindegyiknél 3 csapattal), ami könnyebbé tette a címvédést.
A résztvevőket az alábbi módon választják ki:
- Az előző év bajnoka
- 5 csapat Argentína és Brazília képviseletében
- 3 csapat Bolíviából, Chiléből, Kolumbiából, Ecuadorból, Mexikóból, Paraguayból, Peruból, Uruguayból, és Venezuelából

Minden országból az alacsonyabban jegyzett csapat és a második legalacsonyabban jegyzett csapat az előselejtezőben kapcsolódik be, a győztesek csatlakoznak a többi 26 együtteshez a főtáblán.

## Szabályok
Különbözik az európai klubrendezvényektől, a Copa Libertadores nem használja a hosszabbítást vagy az idegenben lőtt gól szabályát, hogy eldöntse a továbbjutót. 1960-tól 1987-ig az oda-visszavágós rendszerben a pontok döntöttek (2 pont járt a győzelemért, 1 pont a döntetlenért és 0 a vereségért), a gólkülönbséget nem vették figyelembe. Ha mindkét csapat azonos pontszámmal rendelkezett a két mérkőzést követően, akkor egy harmadik találkozót rendeztek semleges pályán. A gólkülönbséget csak akkor vették számításba, ha a harmadik mérkőzés is döntetlennel végződött. Ha a harmadik találkozó nem hozott azonnali döntést, akkor büntetőpárbajjal döntötték el a továbbjutót.
1988-tól 2004-ig az összesített gólkülönbséget nézték, amit azonnali büntetőpárbaj követett a második mérkőzés utáni összesített döntetlent követően. Számos esetben az eseményt különböző módon rendezték meg, ami az európai szabályokat követte. Például az idegenben lőtt gól szabálya miatt 2004-ben a kolumbiai Once Caldas volt a bajnok.
A 2005-ös kiírástól kezdődően a CONMEBOL elkezdte alkalmazni az idegenben lőtt gól szabályát, valamint a hosszabbítást, de csupán a döntőben. 2019-től a döntő egymérkőzéses, döntetlen esetén hosszabbítás, majd büntetőpárbaj dönt a győztes kilétéről.

## Története
Tizenkét évvel a hivatalos Copa Libertadores előtt egy nemzetközi klubtornát alapítottak, melynek résztvevői leginkább a bajnokok voltak hét különböző Dél-amerikai országból. Ez a Bajnokcsapatok dél-amerikai bajnoksága volt 1948-ban, melyet Chilében, Santiagoban rendeztek bajnoki rendszerben, és ami a Vasco da Gama győzelmével ért véget. Ez volt a Copa Libertadores előfutára. Az első kupát az uruguayi Peñarol nyerte. 2005-ig 20 különböző csapat nyerte meg a sorozatot. A legsikeresebb klub az argentin Independiente, amely hét alkalommal volt győztes, sorozatban pedig négyszer nyert 1972 és 1975 között.
Az argentin Estudiantes volt az első klub, amely három egymást követő évben el tudta nyerni a kupát, 1968-ban, 1969-ben és 1970-ben. Ezzel a nagyszerű teljesítménnyel az Estudiantes lett ez első olyan csapat, amely örökre elhódította a kupát. Azóta az Independiente szintén megtarthatta a kupát. Az Estudiantes és az Independiente négy egymást követő alkalommal jutott be a döntőbe.
A rendezvény legsikeresebb góllövője az ecuadori Alberto Spencer. A Peñarol csatáraként játszott a 60-as években, 70 mérkőzésen 48 találatot ért el, a Barcelonában pedig 7 találkozón 6 gólt szerzett. Összesen 54 gólt lőtt a Copa Libertadoresben.

## A torna döntői
| Szezon         | Győztes            | Eredmény                                 | Döntős                  |
| -------------- | ------------------ | ---------------------------------------- | ----------------------- |
| 2023 Részletek | Fluminense         | 2 – 1                                    | Boca Juniors            |
| 2022 Részletek | Flamengo           | 1 – 0                                    | Athletico Paranaense    |
| 2021 Részletek | Palmeiras          | 2 – 1                                    | Flamengo                |
| 2020 Részletek | Palmeiras          | 1 – 0                                    | Santos                  |
| 2019 Részletek | Flamengo           | 2 – 1                                    | River Plate             |
| 2018 Részletek | River Plate        | 2 – 2 / 3 – 1                            | Boca Juniors            |
| 2017 Részletek | Grêmio             | 1 – 0 / 2 – 1                            | Lanús                   |
| 2016 Részletek | Atlético Nacional  | 1 – 1 / 1 – 0                            | Independiente del Valle |
| 2015 Részletek | River Plate        | 0 – 0 / 3 – 0                            | UANL                    |
| 2014 Részletek | San Lorenzo        | 1 – 1 / 1 – 0 Összesítve: 2 – 1          | Nacional Asunción       |
| 2013 Részletek | Atlético Mineiro   | 0 – 2 / 2 – 0 Összesítve: 2 – 2 4 – 3 bu | Olimpia Asunción        |
| 2012 Részletek | Corinthians        | 1 – 1 / 2 – 0 Összesítve: 3 – 1          | Boca Juniors            |
| 2011 Részletek | Santos             | 0 – 0 / 2 – 1 Összesítve: 2 – 1          | Peñarol                 |
| 2010 Részletek | Internacional      | 2 – 1 / 3 – 2 Összesítve: 5 – 3          | Guadalajara             |
| 2009 Részletek | Estudiantes        | 0 – 0 / 2 – 1 Összesítve: 2 – 1          | Cruzeiro                |
| 2008 Részletek | LDU Quito          | 4 – 2 / 1 – 3 Összesítve: 5 – 5 3-1 bu   | Fluminense              |
| 2007 Részletek | Boca Juniors       | 3 – 0 / 2 – 0 Összesítve: 5 – 0          | Grêmio                  |
| 2006 Részletek | Internacional      | 2 – 1 / 2 – 2 Összesítve: 4 – 3          | São Paulo               |
| 2005 Részletek | São Paulo          | 1 – 1 / 4 – 0 Összesítve: 5 – 1          | Athletico Paranaense    |
| 2004 Részletek | Once Caldas        | 0 – 0 / 1 – 1 Összesítve: 1 – 1 2-0 bu   | Boca Juniors            |
| 2003 Részletek | Boca Juniors       | 2 – 0 / 3 – 1 Összesítve: 5 – 1          | Santos                  |
| 2002 Részletek | Olimpia Asunción   | 0 – 1 / 2 – 1 Összesítve: 2 – 2 4-2 bu   | São Caetano             |
| 2001 Részletek | Boca Juniors       | 1 – 0 / 0 – 1 Összesítve: 1 – 1 3-1 bu   | Cruz Azul               |
| 2000 Részletek | Boca Juniors       | 2 – 2 / 0 – 0 Összesítve: 2 – 2 4-2 bu   | Palmeiras               |
| 1999 Részletek | Palmeiras          | 0 – 1 / 2 – 1 Összesítve: 2 – 2 4-3 bu   | Deportivo Cali          |
| 1998 Részletek | Vasco da Gama      | 2 – 0 / 2 – 1 Összesítve: 4 – 1          | Barcelona               |
| 1997 Részletek | Cruzeiro           | 0 – 0 / 1 – 0 Összesítve: 1 – 0          | Sporting Cristal        |
| 1996 Részletek | River Plate        | 0 – 1 / 2 – 0 Összesítve: 2 – 1          | América de Cali         |
| 1995 Részletek | Grêmio             | 3 – 1 / 1 – 1 Összesítve: 4 – 2          | Atlético Nacional       |
| 1994 Részletek | Vélez Sarsfield    | 0 – 1 / 1 – 0 Összesítve: 1 – 1 5-3 bu   | São Paulo               |
| 1993 Részletek | São Paulo          | 5 – 1 / 0 – 2 Összesítve: 5 – 3          | Universidad Católica    |
| 1992 Részletek | São Paulo          | 1 – 0 / 0 – 1 Összesítve: 1 – 1 3-2 bu   | Newell’s Old Boys       |
| 1991 Részletek | Colo-Colo          | 0 – 0 / 3 – 0 Összesítve: 3 – 0          | Olimpia Asunción        |
| 1990 Részletek | Olimpia Asunción   | 2 – 0 / 1 – 1 Összesítve: 3 – 1          | Barcelona               |
| 1989 Részletek | Atlético Nacional  | 2 – 0 / 0 – 2 Összesítve: 2 – 2 5-4 bu   | Olimpia Asunción        |
| 1988 Részletek | Nacional           | 0 – 1 / 3 – 0 Összesítve: 3-1            | Newell’s Old Boys       |
| 1987 Részletek | Peñarol            | 0 – 2 / 2 – 1 Rájátszás: 2 – 0 hu        | América de Cali         |
| 1986 Részletek | River Plate        | 2 – 1 / 1 – 0 Összesítve: 3 – 1          | América de Cali         |
| 1985 Részletek | Argentinos Juniors | 1 – 0 / 0 – 1 Rájátszás: 1 – 1 5-4 bu    | América de Cali         |
| 1984 Részletek | Independiente      | 0 – 0 / 1 – 0 Összesítve: 1 – 0          | Grêmio                  |
| 1983 Részletek | Grêmio             | 1 – 1 / 2 – 1 Összesítve: 3 – 2          | Peñarol                 |
| 1982 Részletek | Peñarol            | 0 – 0 / 1 – 0 Összesítve: 1 – 0          | Cobreloa                |
| 1981 Részletek | Flamengo           | 2 – 1 / 0 – 1 Rájátszás: 2 – 0           | Cobreloa                |
| 1980 Részletek | Nacional           | 0 – 0 / 1 – 0 Összesítve: 1 – 0          | Internacional           |
| 1979 Részletek | Olimpia Asunción   | 2 – 0 / 0 – 0 Összesítve: 2 – 0          | Boca Juniors            |
| 1978 Részletek | Boca Juniors       | 0 – 0 / 4 – 0 Összesítve: 4 – 0          | Deportivo Cali          |
| 1977 Részletek | Boca Juniors       | 1 – 0 / 0 – 1 Rájátszás: 0 – 0 5-4 bu    | Cruzeiro                |
| 1976 Részletek | Cruzeiro           | 4 – 1 / 1 – 2 Rájátszás: 3 – 2           | River Plate             |
| 1975 Részletek | Independiente      | 0 – 1 / 3 – 1 Rájátszás: 2 – 0           | Unión Española          |
| 1974 Részletek | Independiente      | 1 – 2 / 2 – 0 Rájátszás: 1 – 0           | São Paulo               |
| 1973 Részletek | Independiente      | 1 – 1 / 0 – 0 Rájátszás: 2 – 1 hu        | Colo-Colo               |
| 1972 Részletek | Independiente      | 0 – 0 / 2 – 1 Összesítve: 2 – 1          | Universitario Lima      |
| 1971 Részletek | Nacional           | 1 – 0 / 0 – 1 Rájátszás: 2 – 0           | Estudiantes             |
| 1970 Részletek | Estudiantes        | 1 – 0 / 0 – 0 Összesítve: 1 – 0          | Peñarol                 |
| 1969 Részletek | Estudiantes        | 1 – 0 / 2 – 0 Összesítve: 3 – 0          | Nacional                |
| 1968 Részletek | Estudiantes        | 2 – 1 / 1 – 3 Rájátszás: 2 – 0           | Palmeiras               |
| 1967 Részletek | Racing Club        | 0 – 0 / 0 – 0 Rájátszás: 2 – 1           | Nacional                |
| 1966 Részletek | Peñarol            | 2 – 0 / 2 – 3 Rájátszás: 4 – 2 hu        | River Plate             |
| 1965 Részletek | Independiente      | 1 – 0 / 1 – 3 Rájátszás: 4 – 1           | Peñarol                 |
| 1964 Részletek | Independiente      | 0 – 0 / 1 – 0 Összesítve: 1 – 0          | Nacional                |
| 1963 Részletek | Santos             | 3 – 2 / 2 – 1 Összesítve: 5 – 3          | Boca Juniors            |
| 1962 Részletek | Santos             | 1 – 2 / 3 – 2 Rájátszás: 3 – 0           | Peñarol                 |
| 1961 Részletek | Peñarol            | 1 – 0 / 1 – 1 Összesítve: 2 – 1          | Palmeiras               |
| 1960 Részletek | Peñarol            | 1 – 0 / 1 – 1 Összesítve: 2 – 1          | Olimpia Asunción        |

## Eredmények

### Klubonként
| Csapat             | Győztes | Döntős | Győztes évek                               | Döntős évek                    |
| ------------------ | ------- | ------ | ------------------------------------------ | ------------------------------ |
| Independiente      | 7       | 0      | (1964, 1965, 1972, 1973, 1974, 1975, 1984) | -                              |
| Boca Juniors       | 6       | 5      | (1977, 1978, 2000, 2001, 2003, 2007)       | (1963, 1979, 2004, 2012, 2018) |
| Peñarol            | 5       | 5      | (1960, 1961, 1966, 1982, 1987)             | (1962, 1965, 1970, 1983, 2011) |
| Estudiantes        | 4       | 1      | (1968, 1969, 1970, 2009)                   | (1971)                         |
| River Plate        | 4       | 3      | (1986, 1992, 2015, 2018)                   | (1966, 1976, 2019)             |
| Olimpia Asunción   | 3       | 4      | (1979, 1990, 2002)                         | (1960, 1989, 1991, 2013)       |
| São Paulo          | 3       | 3      | (1992, 1993, 2005)                         | (1974, 1994, 2006)             |
| Nacional           | 3       | 3      | (1971, 1980, 1988)                         | (1964, 1967, 1969)             |
| Palmeiras          | 3       | 3      | (1999, 2020, 2021)                         | (1961, 1968, 2000)             |
| Santos             | 3       | 2      | (1962, 1963, 2011)                         | (2003, 2020)                   |
| Grêmio             | 3       | 2      | (1983, 1995,2017)                          | (1984, 2007)                   |
| Flamengo           | 3       | 1      | (1981, 2019, 2022)                         | (2021)                         |
| Cruzeiro           | 2       | 2      | (1976, 1997)                               | (1977, 2009)                   |
| Internacional      | 2       | 1      | (2006, 2010)                               | (1980)                         |
| Atlético Nacional  | 2       | 1      | (1989, 2016)                               | (1995)                         |
| Colo-Colo          | 1       | 1      | (1991)                                     | (1973)                         |
| Fluminense         | 1       | 1      | (2023)                                     | (2008)                         |
| San Lorenzo        | 1       | 0      | (2014)                                     | -                              |
| Atlético Mineiro   | 1       | 0      | (2013)                                     | -                              |
| Corinthians        | 1       | 0      | (2012)                                     | -                              |
| LDU Quito          | 1       | 0      | (2008)                                     | -                              |
| Once Caldas        | 1       | 0      | (2004)                                     | -                              |
| Vasco da Gama      | 1       | 0      | (1998)                                     | -                              |
| Vélez Sarsfield    | 1       | 0      | (1994)                                     | -                              |
| Argentinos Juniors | 1       | 0      | (1985)                                     | -                              |
| Racing Club        | 1       | 0      | (1967)                                     | -                              |

(Ahol a győztes és vesztes évek szerint van válogatva a táblázat, ott tartalmazza a győzelmek és vereségek évét is)

### Országonként
- Argentína 25 alkalommal
- Brazília 22 alkalommal
- Uruguay 8 alkalommal
- Kolumbia 4 alkalommal
- Paraguay 3 alkalommal
- Ecuador 1 alkalommal
- Chile 1 alkalommal

## Média
Ausztráliában a Copa Libertadores jelenleg a Setanta Sportson érhető el, míg az  Egyesült Királyságban a Setanta Sports 2 sugározza.